# 小野航大
小野 航大（おの こうだい、1991年12月25日 - ）は、日本のラグビー選手でチームの主将。ジャパンラグビーリーグワン日本製鉄釜石シーウェイブスに所属する。

## プロフィール
- 福島県出身[1]。
- ポジションはWTB。
- 身長 167 cm、体重 82 kg

## 略歴
2007年、磐城高校に入学し、2009年、磐城高校のキャプテンを務める。福島県代表として第89回全国高等学校ラグビーフットボール大会に出場。ポジションはSO。
2010年、東海大学に入り、2回の関東大学リーグ戦優勝に貢献した。
2014年、東海大学卒業後、釜石シーウェイブス(現・日本製鉄釜石シーウェイブス)に加入。ルーキーながら2014年度のすべての試合に出場して、チームのトップチャレンジとトップリーグ入れ替え戦出場に貢献した。
2015年、トップリーグ東芝ブレイブルーパスへ2週間国内留学した。